# Carlos González Pinto
Carlos González Pinto (Mendoza, febrero de 1830 - junio de 1916) fue un político argentino, que ejerció como gobernador de la provincia de Mendoza entre 1863 y 1866.

## Biografía
Era un hacendado, que se dedicó a la vitivinicultura y fundó también un molino harinero. Sus primeras actuaciones políticas tuvieron lugar durante el gobierno provincial de Laureano Nazar, entre 1859 y 1861. Importó cierta cantidad de armamento desde Chile y participó en la organización de las milicias provinciales – conocidas como Guardias Nacionales – de las cuales comandó un batallón. Fue también juez de minas y participó activamente en la reorganización de las autoridades y la ciudad de Mendoza después del terremoto de 1861.
Después de la Batalla de Pavón apoyó la llegada de las tropas llegadas desde Buenos Aires, que depusieron a las autoridades provinciales y forzaron nuevas elecciones, en las que hicieron triunfar a los antiguos unitarios. Fue elegido legislador provincial, y apoyó los gobiernos de Luis Molina y Domingo Bombal.
En octubre de 1863 fue elegido gobernador y asumió el día 7 de noviembre. Continuó y aceleró la obra de sus antecesores, centrada en la reconstrucción de la ciudad de Mendoza. En cierto sentido, fue el refundador de la ciudad: hizo trazar calles, edificó edificios públicos y utilizó los fondos públicos para financiar la construcción de centenares de casas.
Creó un cuerpo de gendarmes y organizó la defensa de la frontera con los indígenas pehuenches. Mensuró y distribuyó campos en el sur de la provincia. También se ocupó de la educación, y para dirigirla en la provincia trajo a la hermana del futuro presidente, Domingo Faustino Sarmiento; por iniciativa de éste, trajo una maestra desde Estados Unidos, con la intención de modernizar la educación primaria.
Trató de hacer un gobierno de unidad de partidos, y su ministro y gobernador delegado fue el general Pedro Pascual Segura, que años antes había sido líder federal. No obstante, debió enfrentar una gran cantidad de conflictos internos en su provincia. El primero de ellos fue una revuelta, organizada por el coronel Francisco Clavero, que estuvo a punto de capturar la ciudad, pero fue derrotado por el coronel Ignacio Segovia. También debió enfrentar conatos de revolución en su provincia, en apoyo del Chacho Peñaloza, que fueron especialmente peligrosos en el norte y noreste de la provincia. También debió aplastar varios motines de cuartel, especialmente en ocasión de enviar contingentes a la Guerra del Paraguay.
La elección de su sucesor trajo una nueva crisis, que encauzó haciendo elegir a su pariente Melitón Arroyo. El resultado fue aún peor: un simple motín de policías que reclamaban sus pagas atrasadas fue apoyado por casi todos los grupos opositores al grupo gobernante, de modo que adquirió rápidamente proporciones suficientes para derrocar al gobierno. La liberación de los presos de la cárcel puso en el centro de la revuelta a varios líderes federales, que iniciaron la Revolución de los Colorados. González fue tomado prisionero en su propia casa, cuando celebraba con una fiesta la asunción al gobierno de su sucesor.
Tras la complicada guerra civil que siguió, González  secundó a Arroyo en su vuelta al gobierno. No obstante, a fines del año 1867, Arroyo debió presentar la renuncia y ceder el poder a la familia Villanueva. Durante los años siguientes fue diputado nacional y llegó a ejercer como presidente de la legislatura. Fundó en Mendoza el Banco González, de efímera vida.
En 1873 fue el candidato de los liberales al gobierno provincial, pero fue derrotado por el autonomista Francisco Civit. Pasó los últimos años de su vida disfrutando de su considerable fortuna en la única casa de dos pisos de la ciudad de Mendoza. Falleció en Mendoza en 1916.